# Pier Mauá (empresa)

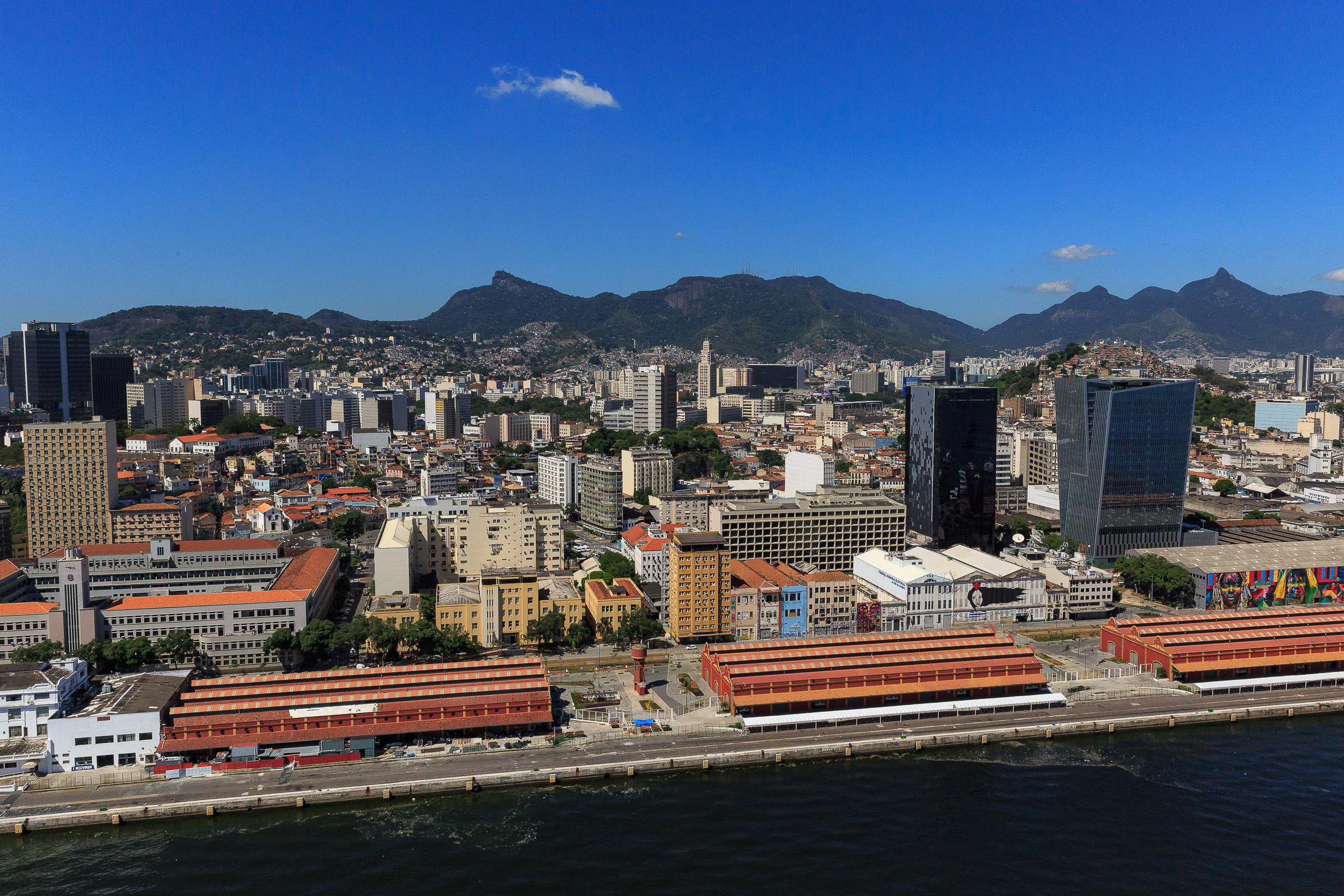
Armazéns do Porto do Rio de Janeiro alugados pelo Pier Mauá.

O Pier Mauá é uma empresa brasileira sediada na cidade do Rio de Janeiro. É responsável pela gestão da Estação Marítima de Passageiros do Porto do Rio de Janeiro, do Edifício Touring e dos armazéns 1, 2, 3, 4 e 5 do Cais da Gamboa.
O Pier Mauá começou suas atividades em 1998, ano em que assumiu a gestão da Estação Marítima de Passageiros do Porto do Rio de Janeiro e de uma área de 40 mil m² no entorno por 25 anos. A empresa começou a operar na área de eventos em 2007 após o início das obras de restauração dos armazéns do Cais da Gamboa que a empresa aluga, que possuem em média uma área de 3,5 mil m² cada. Alguns dos eventos que frequentemente são realizados nos armazéns do Pier Mauá são: ArtRio, Mondial de La Bière, Rio Fashion Week, Rio Gastronomia, Rio Sports Show e Veste Rio.
O Pier Mauá, membro fundador da Central de Atendimento de Emergência (CAE) do Porto do Rio de Janeiro, promove regularmente treinamentos a fim de garantir um atendimento seguro e de qualidade a todos os armadores, operadores, prestadores de serviços, fornecedores e turistas que frequentam o Terminal Internacional de Cruzeiros gerido pela empresa.